# Kent Robin Tønnesen
Kent Robin Tønnesen (5. lipnja 1991.), norveški rukometni reprezentativac. Bio je u užem krugu kandidata za sudjelovati na svjetskom prvenstvu 2019. godine. Otpao je iz sastava zbog ozljede